# Oxypoda opaca
Oxypoda opaca är en skalbaggsart som först beskrevs av Johann Ludwig Christian Gravenhorst 1802.  Oxypoda opaca ingår i släktet Oxypoda och familjen kortvingar. Arten är reproducerande i Sverige. Inga underarter finns listade i Catalogue of Life.